# أوهانس جاورجيادس
أوهانس جاورجيادس (باليونانية: Ιωάννης Γεωργιάδης) هو طبيب شرعي ‏ يوناني، ولد في 24 مارس 1874 في تريبولي في اليونان، وتوفي في 14 مارس 1960 في أثينا في اليونان.

## وصلات خارجية
- أوهانس جاورجيادس على موقع اللجنة الأولمبية الدولية (الإنجليزية)
- أوهانس جاورجيادس على موقع أوليمبيديا (الإنجليزية)